# Epidendrum mesomicron
Epidendrum mesomicron är en orkidéart som beskrevs av John Lindley. Epidendrum mesomicron ingår i släktet Epidendrum och familjen orkidéer. Inga underarter finns listade i Catalogue of Life.